# Alquilació
L'alquilació és la transferència d’un grup alquil des d'una molècula a una altra. El grup alquil pot ser transferit com un carbocatió alquil, un radical lliure, un carbanió o un carbè (o els seus equivalents). Els agents alquilants es fan servir àmpliament en química perquè el grup alquil és probablement el grup més comú que es troba en les molècules orgàniques. Es fa servir l’alquilació selectiva, o afegir parts a la cadena amb els grups funcionals que es desitgi, especialment quan no es disposa de precursors biològics. La metilació és l’alquilació amb només un carboni.
En la refinació de petroli l'alquilació es refereix en particular a l’alquilació d'isobutà amb olefines.

En medicina, l’alquilació de l'ADN es fa servir en quimioteràpia per danyar les cèl·lules canceroses. 

Reacció de Friedel-Crafts.

## Agents alquilants
Els agents alquilants es classifiquen d’acord amb el seu caràcter nucleòfil o electròfil.

### Agents alquilatants nucleofílics
Donen l'equivalent d’un anió alquil (carbanió). Els exemples inclouen l’ús d’un compost organometàl·lic com el reagent Grignard, i reagents organoliti, organocoure, i organosodi.

### Agents alquilatants electrofílics
Donen l'equivalent d’un catió alquil. Els exemples inclouen l’ús d’alquil halides. Els agents electrofílics solubles sovint són molt tòxics per la seva capacitat de alquilità l’ADN.

### Agents alquilitants carbens
Els carbens són extremadament reactius. Els carbens es poden originar per eliminació del grup diazo.

## En biologia
La metilació és el tipus més comú d’alquilació i està associada a la transferència d’un grup metil. Només transfereix un carboni i en canvi l’alquilació pot transferir una llarga cadena de grups de carboni.